# Carlos Pierin
Carlos Pierin, mais conhecido como Lalá (Lapa, 28 de agosto de 1934) é um ex-futebolista brasileiro que atuava como goleiro.
Ficou marcado como um dos grandes goleiros do Santos Futebol Clube.

## Carreira
Começou a carreira no futebol aos 15 anos, em sua cidade natal Lapa-PR, pelo União EC.
Seu primeiro clube profissional foi o Ferroviário-PR, onde teve rápida passagem e foi contratado pelo Santos em 1959, para disputar a posição com Manga e Laércio.
Estreou em 3 de maio, em amistoso contra o Palmeiras de Adamantina, vencido por 6x2. No mesmo ano, participou da primeira excursão do Santos para Europa, onde aconteceu o primeiro confronto da história contra o Barcelona, vencido pelo Peixe por 5x1 no Camp Nou, com Lalá no gol. Na final do Torneio Teresa Herrera, em Coruña, destacou-se junto ao time que bateu o Botafogo.
Em 4 de novembro de 1959, na vitória por 4 x 2 sobre o Comercial, de Ribeirão Preto, bateu um tiro de meta, torceu o tornozelo e teve que sair, sendo substituído por Pelé como goleiro.
Com a chegada de Gylmar, perdeu espaço no time. Atuou até 1961 pelo Santos, participando de 58 jogos.
Passou dois anos no México, onde atuou por Atlas e Atlante e em 1964 encerrou sua estadia na cidade mexicana no Zacatepec.
Na temporada de 1965, teve rápida passagem pela Venezuela, onde atuou pelo La Salle Fútbol Club.
Voltou ao Peixe em 1966 para disputar alguns amistosos, porém, não assinou contrato com o clube, e acertou sua ida para o Paulista de Jundiaí.
Em 1968, atuou na Portuguesa de Desportos, onde encerrou sua carreira no mesmo ano.
Após pendurar as luvas em 1971, se formou em Educação Física e chegou a trabalhar por um tempo como preparador de goleiros no Peixe em 1978.

## Títulos
Santos
- Campeonato Paulista: 1960 e 1961

- Troféu Teresa Herrera: 1959

- Torneio de Valência: 1959

- Triangular da Costa Rica: 1961

- Torneio Pentagonal de Guadalajara: 1961

- V Torneio de Paris: 1961

- Torneio da Itália: 1961

Atlas
- Copa México: 1961-62

- Campeón de Campeones: 1961-62